# Kincardineshire
Kincardineshire, anche conosciuta come the Mearns (A' Mhaoirne in Gaelico, che significa "luogotenenza") è una contea tradizionale, area di registrazione e area di luogotenenza sulla costa della Scozia nord-orientale. Confina con Aberdeenshire a nord e ovest, e con Angus a sud.
Il nome Kincardine viene usato anche in Kincardine and Mearns, un'area di comitato dell'Aberdeenshire, anche se copre solo una piccola area di tale contea.

## Storia

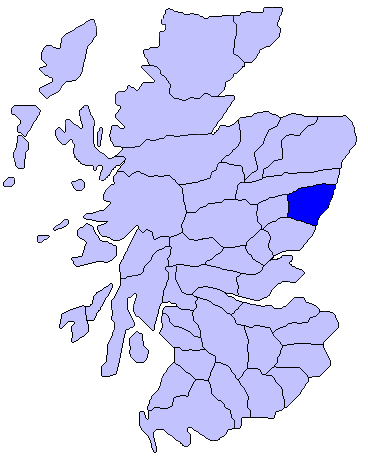
Cartina della Scozia che mostra il distretto storico di the Mearns (Gowrie è disegnato più grande e più ad est di quanto dovrebbe essere); Angue raggiunge effettivamente il confine con Marr

Anticamente l'area era la provincia di Mearns, che confinava a nord con Marr, e ad ovest con Angus. Il nome della provincia fa riferimento semplicemente al suo status: le province più importanti erano governate da un signore (Mormaer), mentre le meno importanti erano governate da un semplice luogotenente, maer.
Comprendeva i burgh di Stonehaven, Banchory, Inverbervie e Laurencekirk, e altri insediamenti tra cui Drumoak, Muchalls, Newtonhill e Portlethen. Mearns si estendeva fino a Hill of Fare, a nord del fiume Dee, ma nel 1891 il burgh reale di Torry venne incorporato nell'Aberdeenshire.
L'introduzione degli sceriffi nel XI secolo creò un'autorità parallela sull'area, con sede nella città di Kincardine; la città non era, come molti credono, il villaggio di Kincardine O'Neil (che era effettivamente nel Marr), e neanche Kincardine nel Fife. La Kincardine in questione è infatti un luogo che smise di esistere nel Medioevo, e i soli resti visibili sono le rovine del castello di Kincardine, due miglia a nord-est di Fettercairn, presso il villaggio di Phesdo.
Nel 1296 il re Giovanni Balliol scrisse la lettera di resa dal castello a Edoardo I d'Inghilterra dopo un breve conflitto che diede inizio alle guerre d'indipendenza scozzesi. Nel 1600 il Parlamento di Scozia ordinò che il governo del Kincardineshire fosse gestito dallo Stonehaven Tolbooth.
Verso la metà del XIX secolo, la riforma del governo locale sostituì le antiche province con le contee (Shires), allineate con i confini degli sceriffati. Da qui, Mearns divenne Kincardineshire. Il Local Government (Scotland) Act 1889 istituì un sistema uniforme di consigli di contea in Scozia e riallineò i confini di molte delle contee scozzesi, e di conseguenza nel 1890 venne creato il Consiglio della Contea di Kincardineshire, che si riuniva a Stonehaven. Dal 1920 furono aggiunti nuovi uffici al numero 33 di Evan Street a Stonehaven.

## Geografia fisica

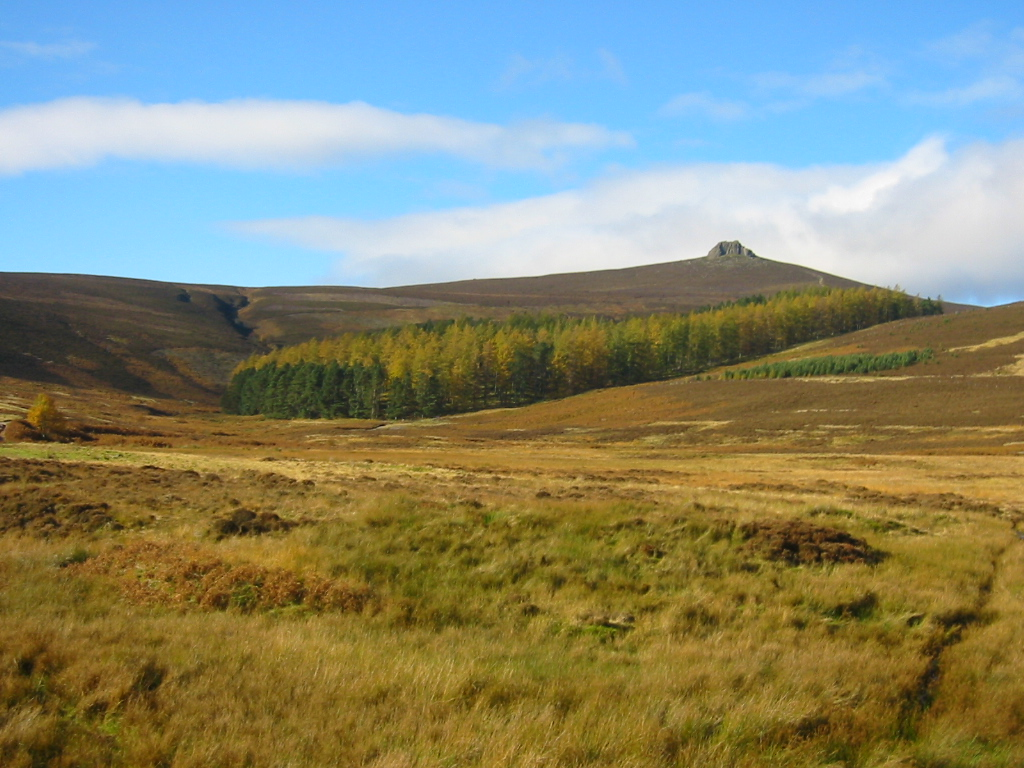
Clachnaben

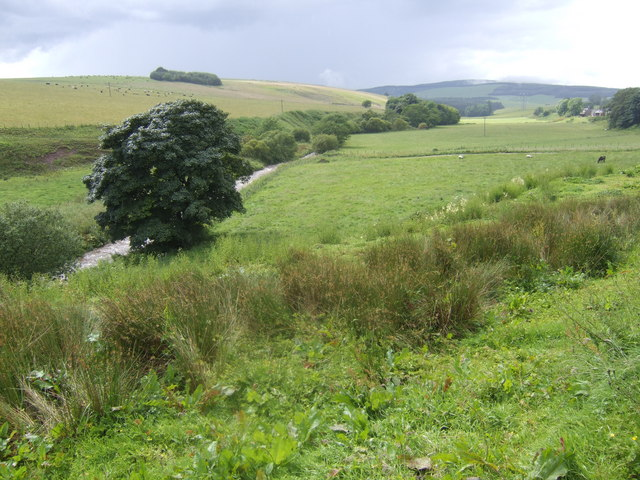
Campagna presso Glenbervie

Di forma quasi triangolare, il Kincardineshire consiste del piatto strath di Strathmore che corre parallelo alla costa, con campagne collinari e coperte da foreste nella parte interiore, che costituisce parte dei monti Grampiani. Il punto più elevato è il monte Battock, alto 778 metri, che sorge sul confine con l'Angus.

### Fiumi
Tra i fiumi dell'area vi sono Cowie Water, Carron Water, Luther Water, Burn of Muchalls, Burn of Pheppie, Burn of Elsick, Burn of Monboys, Bervie Water e la parte inferiore del fiume Dee.

## Stemma
Lo stemma della contea mostrava e rifletteva la storia delle Insegne di Scozia, che erano custodite al castello di Dunnottar, e in seguito a Kinneff, entrambi all'interno dei confini storici della contea, durante le guerre dei tre regni. Erano: Rossi, lo Scettro e la Spada di Scozia incrociate in decusse, con la Corona di Scozia in testa e un castello in rovina su un rilievo alla base. Il motto in latino e era Laus Deo, Lode a Dio. In origine era il motto del Visconte di Arbuthnott, la cui sede si trovava nella contea, e il XIV visconte fu Luogotenente di Kincardine al tempo dell'iscrizione dello stemma dal Lord Lyon, re d'arme nel 1927.

## Collegio elettorale
Dal 1708 al 1801 vi fu un collegio di Kincardineshire per l'elezione della Camera dei comuni al Parlamento di Gran Bretagna e, dal 1801 al 1918, al Parlamento del Regno Unito. Il collegio rappresentava la contea di Kincardineshire ad eccezione del borgo parlamentare di Inverbervie, che fu all'interno del collegio di Aberdeen dal 1708 al 1832 e nel collegio di Montrose dal 1832 al 1950.
Nel 1918 il collegio di Kincardineshire fu unito con parti del collegio di West Aberdeenshire per costituire il collegio di Kincardine and Western Aberdeenshire.
Nel 1950 il collegio di Kincardine and West Aberdeenshire fu diviso tra il collegio di West Aberdeenshire e North Angus and Mearns, che copriva l'intera contea di Kincardineshire, incluso l'ex borgo parlamentare di Inverbervie e parte della contea di Angus, che a sua volta provenita dal collegio di Forfarshire.
Nel 1983, otto anni dopo l'abolizione del governo locale della contea di Kincardineshire, North Angus and Mearns fu sostituita da nuovi collegi.
Oggi la contea costituisce parte del collegio di West Aberdeenshire and Kincardine per la Camera dei comuni.

## Infrastrutture e trasporti

### Ferrovie

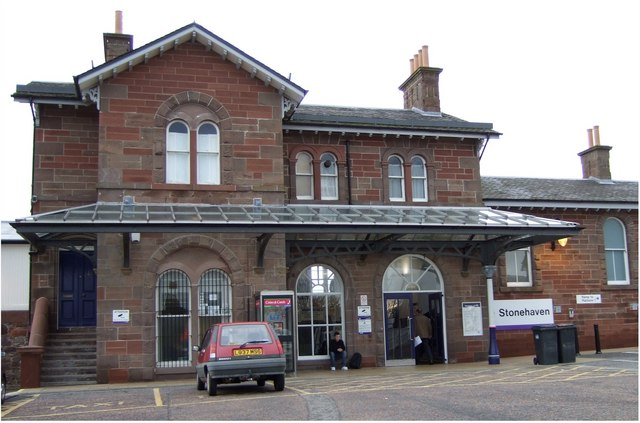
Stazione ferroviaria di Stonehaven

La linea ferroviaria Edimburgo-Aberdeen corre parallela alla costa e attraversa le città di Laurencekirk, Stonehaven e Portlethen.

### Tracciati storici
L'antica strada di Causey Mounth fu costruita su terreni rialzati come unico punto di passaggio dalla costa a sud di Aberdeen. Questo antico passaggio collegava il Bridge of Dee con il castello di Muchalls, castello di Cowie, e con il castello di Dunnottar. Questa strada fu percorsa da William Keith, VII conte maresciallo e James Graham, I marchese di Montrose quando guidarono un esercito di Covenanti di 9 000 uomini nella prima battaglia delle guerre dei Vescovi nel 1639.
Elsick Mounth è un tracciato preistorico utilizzato dalle tribù dei Caledoni e dall'esercito romani nell'invasione delle Highlands scozzesi.

## Centri abitati
- Altens
- Arbuthnott
- Auchenblae

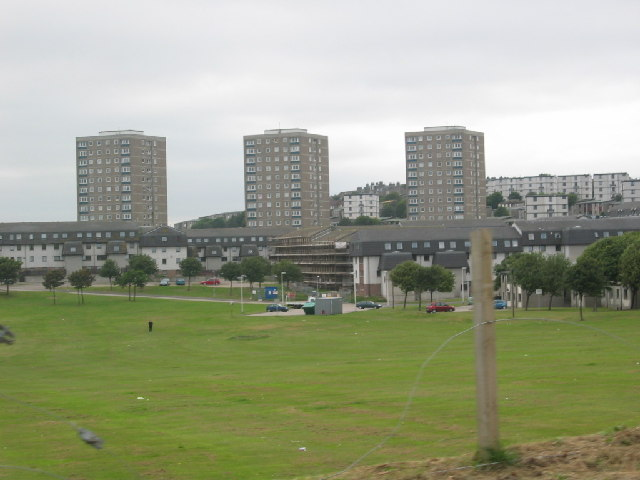
Balnagask
- Banchory
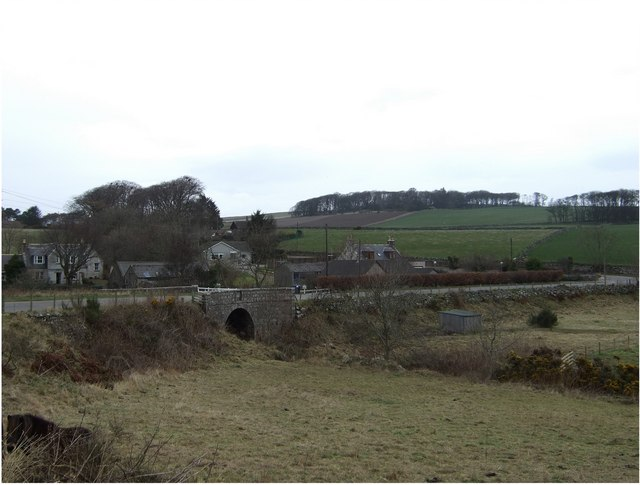
Bridge of Muchalls
- Cammachmore
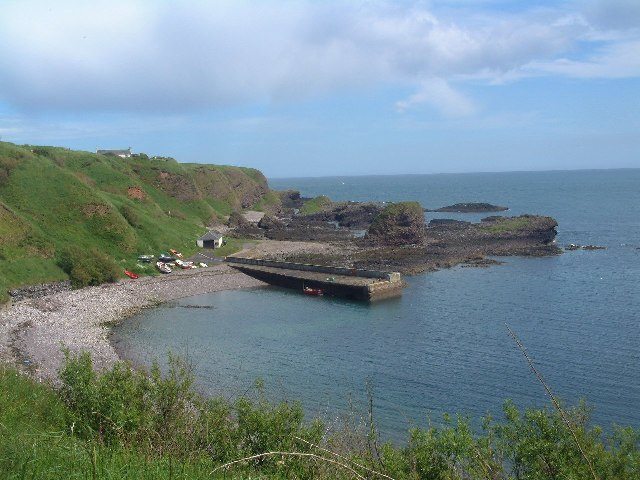
Catterline
- Chapelton of Elsick
- Cookney
- Cove Bay
- Crawton
- Downies
- Drumlithie
- Edzell Woods
- Fettercairn
- Findon
- Fordoun
- Glenbervie
- Gourdon
- Inverbervie
- Johnshaven
- Kincorth
- Kinneff
- Kirkton of Durris
- Laurencekirk
- Luthermuir
- Maryculter
- Marykirk
- Muchalls
- Netherley
- Newtonhill
- Nigg
- Old Portlethen
- Portlethen
- St Cyrus
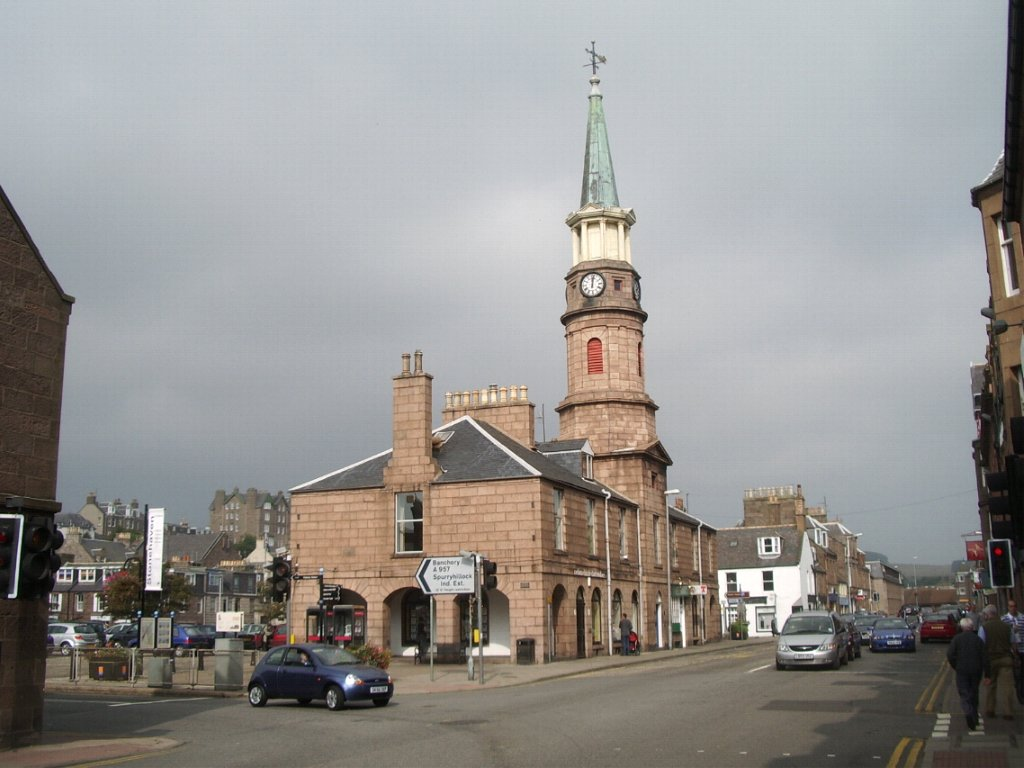
Stonehaven
- Tewel
- Torry
- Tullos

- Balnagask
- Bridge of Muchalls
- Catterline
- Stonehaven